# A.P. Bio
A.P. Bio est une série télévisée américaine en 42 épisodes de 22 minutes créée par Mike O'Brien, diffusée entre le 1er février 2018 et le 13 juin 2019 sur le réseau NBC et sur le réseau Global (à la télé pour la première saison, en ligne pour la deuxième) au Canada, suivi de deux saisons mises en ligne le 3 septembre 2020 et le 2 septembre 2021 sur le service de vidéo à-la-demande de NBCUniversal, Peacock.
Cette série est inédite dans tous les pays francophones.

## Synopsis
Ancien diplômé de Harvard, Jack Griffin rêve du poste de président de la chaire de philosophie de la prestigieuse université. Malheureusement pour lui le poste est occupé par son ennemi de toujours Miles Leonard. Obligé d'enseigner la biologie dans une petite école secondaire de Toledo, il propose à ses nouveaux élèves de l'aider à ruiner la réputation de son ennemi pour enfin occuper la place qui est la sienne.

## Distribution

### Acteurs principaux
- Glenn Howerton : Jack Griffin[3]
- Lyric Lewis : Stef Duncan[4]
- Mary Sohn : Mary Wagner[5]
- Jean Villepique : Michelle Jones[6]
- Patton Oswalt : Principal Ralph Durbin[3]
- Aparna Brielle : Sarika Sarkar[7]
- Nick Peine : Marcus Kasperak[8]
- Paula Pell : Helen Henry Demarcus (récurrente saison 1)
- Jacob McCarthy : Devin[9] (saison 1)
- Tom Bennett : Miles Leonard[10] (saison 1)

### Acteurs secondaires
- Allisyn Ashley Arm : Heather
- Eddie Leavy : Anthony Lewis
- Charlie McCrackin : Coach Dick Novak
- Jacob Houston : Victor Kozlowski
- Tucker Albrizzi : Colin McConnell
- Spence Moore II : Dan Decker
- Sari Arambulo : Grace

### Invités
- Collette Wolfe : Meredith
- Niecy Nash : Kim Burke
- Taran Killam (en) : Mr Vining
- Mark Proksch (en) : Philip

## Production
Le 8 mai 2018, la série est renouvelée pour une deuxième saison.
Le 24 mai 2019, NBC annule la série. Le 17 juillet 2019, le service de vidéo à-la-demande de NBCUniversal commande une troisième saison.
Le 6 décembre 2021, Peacock annule la série.

## Épisodes

### Première saison (2018)
1. Catfish
2. Teacher Jail
3. Burning Miles
4. Overarchieving Virgins
5. Dating Toledoans
6. Freakin' Enamored
7. Selling Out
8. We Don't Party
9. Rosemary's Boyfriend
10. Durbin Crashes
11. Eight Pigs and a Rat
12. Walleye
13. Drenching Dallas

### Deuxième saison (2019)
Elle est diffusée depuis le 7 mars 2019 sur NBC, et sur le site web de Global au Canada.
1. Happiness
2. Nun
3. Wednesday Morning, 8 AM
4. Toledo's Top 100
5. J'accuse
6. Melvin
7. Personal Everest
8. Sweet Low Road
9. Dr Whoopsie
10. Handcuffed
11. Spectacle
12. Ride the Ram
13. Kinda Sorta

### Troisième saison (2020)
Cette saison de huit épisodes a été mise en ligne le 3 septembre 2020 sur le service Peacock.
1. Tiny Problems
2. Disgraced
3. Gary Meets Dave
4. Get Hoppy!
5. Mr Pistachio
6. That That That
7. Aces Wild
8. Katie Holmes Day

### Quatrième saison (2021)
Elle a été mise en ligne le 2 septembre 2021 sur le service Peacock.
1. Tornado!
2. Sweatpants
3. An Oath to Rusty
4. Tons of Rue
5. The Perfect Date from Hell
6. Love, for Lack of a Better Term
7. Malachi
8. The Harvard Pen